# (6646) Churanta
(6646) Churanta – planetoida należąca do wewnętrznej części pasa głównego asteroid, okrążająca Słońce w ciągu 2,67 lat w średniej odległości 1,93 j.a. Odkryła ją Eleanor Helin 14 lutego 1991 roku w Obserwatorium Palomar. Nazwa planetoidy pochodzi od poetki Antoniny Michajłownej Czuriumowej (ur. 1907), matki astronoma Klima Czuriumowa.